# Fotofobie
Fotofobie, lichtschuwheid of lichtdysforie is in de oogheelkunde een symptoom, waarbij de patiënt geen licht in zijn oog of ogen kan verdragen en dit zelfs als pijnlijk ervaart. Sommige patiënten ervaren alleen ongemak bij fel licht, terwijl anderen geen enkele vorm van licht kunnen verdragen. Deze intolerantie voor licht kan zijn voor TL-licht, vlammen van kaarsen, zonlicht of die van gloeilampen. Er zijn patiënten die de neiging hebben om hun ogen te sluiten of om scheel te kijken wanneer ze met een flinke lichtintensiteit te maken hebben.
Fotofobie is géén ziekte maar eerder een symptoom van een andere ziekte, waarbij het onder andere een teken kan zijn van iridocyclitis, acuut glaucoom, uveïtis, en andere ziekten komt het ook wel in andere gevallen voor, bijvoorbeeld vaak bij migraine en soms bij hersenvliesontsteking.
Het woordgedeelte foto komt van het Griekse φῶς (phōs), dat licht betekent.

## Symptomen
De symptomen voor fotofobie zijn voor elk individu verschillend, soms kan het ook voorkomen dat je helemaal geen symptomen hebt behalve die voor lichtgevoeligheid. Het kan zelfs voorkomen dat je er op de ene dag geen en op de andere dag er wel last van hebt. Welke symptomen er ontstaan hangt ook af van de onderliggende aandoening en/of ziekte. Hieronder staan de meest voorkomende.
- Ongemak
- Noodzaak om je ogen te sluiten
- Noodzaak om scheel te kijken
- Brandend gevoel
- Overmatig tranen

## Oorzaken
Er zijn verschillende oorzaken te vinden die lichtschuwheid kunnen veroorzaken, hieronder staan een aantal van die oorzaken genoemd.
- Oogkleur
- Irritatie of beschadiging van de cornea
- Ernstige hoofdpijn
- Ontstoken ogen
- Vuile contactlenzen
- Chirurgische ingreep
- Migraine
- Botulisme[3]
- Albino
- Conjunctivitis
- Uveïtis
- Acanthamoebe keratitis
- Coloboom
- Glaucoom
- Iridocyclitis
- Hersenvliesontsteking

Maar niet alleen ziektes kunnen fotofobie veroorzaken, voornamelijk bepaalde stoffen in de medicijnen (het zijn voornamelijk bijwerkingen die het veroorzaken) kunnen het ook veroorzaken. Dit zijn een aantal van deze stoffen.
- Atropine (Deze verwijdt de pupil, vermindert tijdelijk pijn, maar verhoogt de lichtschuwheid)
- Kinine (Deze zit voornamelijk in malariamiddelen, omdat het malariaparasieten doodt, bijwerking is onder andere fotofobie, eventueel kan het ook een epilepsieaanval veroorzaken)
- Tetracycline (Antibioticum)
- Doxycyline (Antibioticum)

## Behandeling
Een van de simpelste dingen die men kan ondernemen om fotofobie tegen te gaan, is het verlichten van het ongemak door de onderliggende oorzaken aan te pakken. Als dit eenmaal behandeld is, daalt namelijk de lichtgevoeligheid en verdwijnt de fotofobie.
Voor wie van nature overgevoelig is voor licht, is het probleem op te lossen door een zonnebril met een goede UV-bescherming op te zetten, een hoed met een uitstekende rand of het vermijden van licht in het algemeen.
Maar er zijn ook andere mogelijkheden. Op medische basis kan een contactlens prothese (deze bootst de oogkleur na, doordat deze op de lens wordt geschilderd), of meekleurende contactlenzen (de lenzen worden automatisch donkerder/ lichter, dit is handig voor mensen met bijvoorbeeld migraine, naarmate er meer of minder lichtintensiteit is) een uitkomst bieden.